# Стефан Баджі
Стефан Баджі (фр. Stéphane Badji; нар. 29 травня 1990, Зігіншор) — сенегальський футболіст, півзахисник турецького клубу «Еюпспор».

## Клубна кар'єра
Починав футбольні виступи на батьківщині, де протягом 2008—2011 років грав за «Ксам-Ксам» і «Каса Спорт».
2012 року перебрався до Європи, ставши гравцем норвезького «Согндала».
1 березня 2013 року уклав чотирирічний контракт з іншим норвезьким клубом, «Бранном», у складі якого провів наступні два роки своєї кар'єри гравця. Більшість часу, проведеного у складі «Бранна», був основним гравцем команди.
На початку 2015 року перейшов до турецького «Істанбул ББ», а вже 2016 рік розпочав, граючи у Бельгії за місцевий «Андерлехт».

## Виступи за збірні
Протягом 2011—2012 років захищав кольори олімпійської збірної Сенегалу. У складі цієї команди провів 7 матчів, був учасником футбольного турніру на Олімпійських іграх 2012 року у Лондоні, де африканці подолали груповий етап, проте на стадії чвертьфіналів поступилися майбутнім олімпійським чемпіонам, мексиканцям.
В лютому 2012 року дебютував в офіційних матчах у складі національної збірної Сенегалу, повністю відігравши товариський матч проти збірної ПАР. Наразі провів у формі головної команди країни 21 матч.
У складі збірної був учасником Кубка африканських націй 2015 року в Екваторіальній Гвінеї. На цьому турнірі взяв участь у двох іграх групового етапу, на якому сенегальці й припинили боротьбу за континентальний трофей.
| Дата       | Місто          | Господарі    | Результат | Гості       | Турнір                                   | Голи | Примітки |
| ---------- | -------------- | ------------ | --------- | ----------- | ---------------------------------------- | ---- | -------- |
| 29-2-2012  | Дурбан         | ПАР          | 0 – 0     | Сенегал     | товариський матч                         | -    |          |
| 9-6-2012   | Кампала        | Уганда       | 1 – 1     | Сенегал     | Відбір до ЧС 2014                        | -    |          |
| 7-6-2013   | Луанда         | Ангола       | 1 – 1     | Сенегал     | Відбір до ЧС 2014                        | -    |          |
| 16-6-2013  | Монровія       | Ліберія      | 0 – 2     | Сенегал     | Відбір до ЧС 2014                        | -    |          |
| 14-8-2013  | Сен-Ле-ла-Форе | Замбія       | 1 – 1     | Сенегал     | товариський матч                         | -    |          |
| 7-9-2013   | Дакар          | Сенегал      | 1 – 0     | Уганда      | Відбір до ЧС 2014                        | -    |          |
| 16-11-2013 | Касабланка     | Сенегал      | 1 – 1     | Кот-д'Івуар | Відбір до ЧС 2014                        | -    |          |
| 5-3-2014   | Сен-Ле-ла-Форе | Сенегал      | 1 – 1     | Малі        | товариський матч                         | -    |          |
| 21-5-2014  | Уагадугу       | Буркіна-Фасо | 1 – 1     | Сенегал     | товариський матч                         | -    |          |
| 5-9-2014   | Дакар          | Сенегал      | 2 – 0     | Єгипет      | Відбір до Кубка африканських націй 2015  | -    |          |
| 10-9-2014  | Габороне       | Ботсвана     | 0 – 2     | Сенегал     | Відбір до Кубка африканських націй 2015  | -    |          |
| 10-10-2014 | Дакар          | Сенегал      | 0 – 0     | Туніс       | Відбір до Кубка африканських націй 2015  | -    |          |
| 15-10-2014 | Монастір       | Туніс        | 1 – 0     | Сенегал     | Відбір до Кубка африканських націй 2015  | -    |          |
| 15-11-2014 | Каїр           | Єгипет       | 0 – 1     | Сенегал     | Відбір до Кубка африканських націй 2015  | -    |          |
| 9-1-2015   | Касабланка     | Сенегал      | 1 – 0     | Габон       | товариський матч                         | -    |          |
| 13-1-2015  | Касабланка     | Сенегал      | 5 – 2     | Гвінея      | товариський матч                         | -    | 46'      |
| 19-1-2015  | Монгомо        | Гана         | 1 – 2     | Сенегал     | Кубок африканських націй 2015 - 1-й етап | -    |          |
| 27-1-2015  | Малабо         | Сенегал      | 0 – 2     | Алжир       | Кубок африканських націй 2015 - 1-й етап | -    |          |
| 13-6-2015  | Дакар          | Сенегал      | 3 – 1     | Бурунді     | Відбір до Кубка африканських націй 2017  | -    | 74'      |
| 5-9-2015   | Віндгук        | Намібія      | 0 – 2     | Сенегал     | Відбір до Кубка африканських націй 2017  | -    |          |
| 8-9-2015   | Йоганнесбург   | ПАР          | 1 – 0     | Сенегал     | товариський матч                         | -    |          |
| Усього     |                | Матчів       | 21        |             | Голів                                    | 0    |          |

## Титули і досягнення
- Чемпіон Бельгії (1):

«Андерлехт»: 2016-17
- Володар Суперкубка Болгарії (2):

«Лудогорець»: 2019, 2021
- Чемпіон Болгарії (2):

«Лудогорець»: 2019-20, 2020-21